# Cariberto I
Cariberto I (llamado Charibert por Gregorio de Tours, que significa «Ingenioso en el ejército», hari [tropas, grupo armado] y bert [ingenioso, alegre] en el fráncico antiguo; c. 520-c. nov./dic. de 567) fue un monarca merovingio del Reino de París. Tercer hijo de Clotario I y su tercera esposa Ingunda. Sus hermanos mayores, Guntario y Childerico, murieron en vida de su padre Clotario, por lo que a su muerte en 561, habiendo reunificado el reino franco de Clodoveo I, lo dividió entre sus cuatro hijos supervivientes (los tres primeros, de su tercera esposa Ingunda y el último de su cuarta esposa –y hermana de Ingunda– Arnegonda, con las que convivió en un matrimonio polígamo):
- Cariberto I recibe la Galia occidental (parte de Aquitania y la Armórica salvo la Bretaña), con capital en París.
- Gontrán I recibe la Borgoña, junto con los alrededores de Orleáns (la capital) y parte de Provenza.
- Sigeberto I recibe Austrasia, Auvernia y parte de Provenza.
- Chilperico I hereda Neustria.

## Antes de 561
En 556, su padre el rey Clotario envió a Cariberto y a su siguiente hermano más joven Gontrán contra el hermano menor de ellos, Gramn (habido con una amante llamada Gunsina), que se había rebelado contra el rey, padre de los tres. Gramn se ocultaba en la "Montaña Negra" de Lemosín. Las negociaciones fallaron y los dos ejércitos de los tres hermanos se prepararon para la batalla. Una tempestad de truenos retrasó el combate y Gramn logró enviar cartas engañosas a sus hermanos, divulgando la falsa muerte de su padre. Cariberto y Gontrán, engañados, se volvieron inmediatamente a Borgoña para asegurar sus posiciones en el presunto reparto sucesorio, que no ocurriría hasta cinco años después.

## Acceso al trono del Reino de París
A la muerte de Clotario en 561, el Imperio Franco fue dividido por segunda vez entre sus hijos con nueva configuración. Cada hijo gobernó un reino distinto, que no era necesariamente geográficamente coherente, sino que podía contener dos regiones no conectadas entre sí, con una ciudad capital a partir de la cual se llamaría su reino. Cariberto recibió Neustria (la región entre los ríos Somme y Loira), Aquitania y Novempopulania, con París como su capital. Sus principales ciudades eran Ruan, Tours, Poitiers, Limoges, Burdeos, Cahors, Albi y Tolosa. 
Gontrán recibió Borgoña con capital en Orleáns, Sigeberto recibió Austrasia (incluyendo Reims) con su capital en Metz, y el hermano más joven Chilperico recibió un reino compacto y más pequeño territorialmente hablando, con Soissons como su capital.

## Rey de París

La división del Imperio Franco a la muerte de Clotario I (561). Aunque la segunda división en cuatro partes del Imperio Franco produjo reinos más unificados geográficamente, el complejo reparto de Provenza originó muchos conflictos a los gobernantes de Borgoña y Austrasia.

La elección de obispos en las tierras de los reyes merovingios se realizaba conforme a la manipulación, los deseos y el veto del rey. Pero una vez consagrados en sus sedes, los obispos estaban fuera de su control dentro de las ciudades, donde encontraban el apoyo de sus fieles. Y así, en Tours, el obispo San Gregorio de Tours, invocando la cólera de San Martín, arrancó un juramento de coronación a Cariberto:

... que él no cargaría a la gente con nuevas leyes y tasas, sino que conservaría solamente aquellas bajo las cuales habían vivido previamente en la época de su padre; y él prometió que no impondría sobre ellos ninguna nueva ordenanza que pudiera perjudicarles...
Gregorio de Tours, Historia Francorum, Libro IX, Capítulo 30.

Obstaculizado así el aumento de fondos (en gran parte como regalos de cualquier clase ofrecidos al rey) y bajo tales obligaciones de no crear nuevos impuestos o leyes, los poderes de Cariberto estaban seriamente limitados: una hacienda real y granja de cría de caballos fue ocupada ilegalmente por el Obispado de Tours, y Cariberto no pudo recuperarla, para gran alegría del obispo San Gregorio. 
Aunque Cariberto fue elocuente y docto en leyes, también fue uno de los más disolutos primeros reyes merovingios. Fue excomulgado al casarse con su cuarta esposa, su cuñada (hermana de su segunda esposa, lo que por entonces era considerado una especie de incesto), y su muerte temprana en 567 fue debida a sus excesos. Lo enterraron en el Blavia castellum, una fortaleza militar en Armórica. A su muerte, sus hermanos dividieron su reino entre ellos, acordando al principio mantener París en común. Su reina superviviente, Teodechilda, propuso a Gontrán casarse con ella, aunque un concilio celebrado en París en el año 557 había proscrito tales uniones como incestuosas. Gontrán decidió acogerla con todos sus bienes, aunque para su desgracia, estaba encerrada en un convento de monjas en Arlés, de donde intentó escapar sin conseguirlo.
Cariberto fue padre de la reina Santa Berta, esposa del rey Ethelberto de Kent.
| Predecesor: Clotario I | Rey de París 561 - 567 | Sucesor: Chilperico I (Neustria) Gontrán I (Borgoña) Sigeberto I (Austrasia) |